# زردافة

مهد كلب زردافة

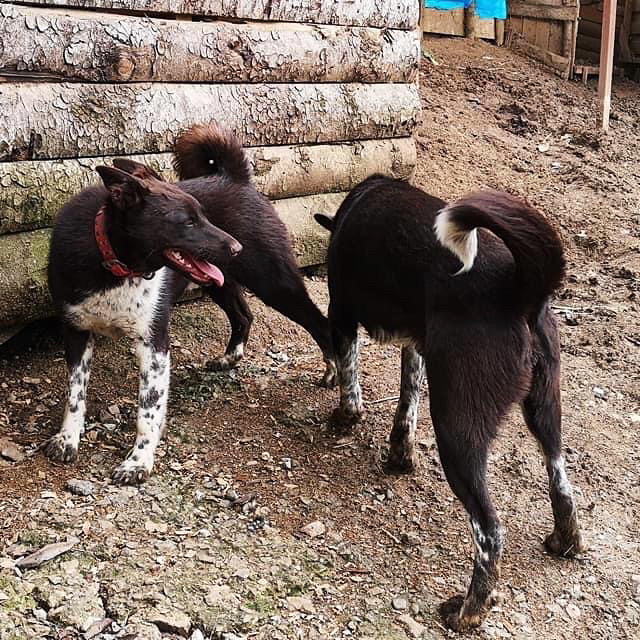
كلبا زردافة في تركية

زِردافة هي سلالة أصلية من كلاب لَيكة موطنها منطقة البحر الأسود في تركية وجورجيا. تستخدم الزردافة للحراسة والصيد وهي ذات قيمة خاصة لصيد الخنازير. الاسم زردافة من السلافية وتعني ابن عرس ربما في إشارة إلى لونه البني أو سلوكها الشجري عند صيد ابن عرس.